# Alcantara (fiume)
L'Alcantara (AFI: /alˈkantara/; Càntira o Càntara in siciliano) è un fiume della Sicilia orientale lungo 53 chilometri, tributario del mar Ionio. Il suo bacino idrico si estende per circa 603 km² nel territorio delle città metropolitane di Messina e di Catania ed è tutelato dall'Ente Parco Fluviale dell'Alcantara.

## Corso del fiume
L'Alcantara nasce dai Nebrodi a circa 1 400 m dalla Serra Baratta, nel territorio della città metropolitana di Messina.
Dirigendosi impetuoso verso sud entra nella città metropolitana  di Catania giungendo in breve nella parte Nord della cittadina di Randazzo:
qui muta bruscamente direzione grazie alla "spinta" del suo principale affluente di destra: il fiume Flascio.
Rimpinguato notevolmente nella portata dall'affluente l'Alcantara si dirige verso est compiendo praticamente un angolo retto (è da precisare che sulle carte il fiume principale parrebbe essere addirittura il Flascio e non l'Alcantara tanto è netto l'angolo di confluenza).
Da qui il fiume prende a scorrere tra il massiccio di origine vulcanica del monte Etna a sud e i contrafforti meridionali dei monti Nebrodi e Peloritani a nord, fungendo sino alla foce da confine tra le città metropolitane di Messina e di Catania. 
Dal comune di Moio Alcantara in poi il fiume inizia a scorrere per lo più incassato, lambendo i centri di Francavilla di Sicilia e Castiglione di Sicilia.
Presso Motta Camastra in località Fondaco Motta, dopo aver ricevuto da sinistra il torrente Zavianni, il fiume si inforra in un tratto ingolato costituito da lave basaltiche, vecchie di 300 000 anni, delle fessurazioni pre-etnee, le cosiddette Gole dell'Alcantara, meta assai celebre e frequentata ogni anno da migliaia di turisti.
Da Gaggi fino verso Calatabiano il fiume amplia l'alveo per tornare a restringersi in prossimità della foce, nel territorio di Giardini-Naxos, dove solcano le campate del famoso ponte romano dal quale derivò il nome di questo corso d'acqua. La foce avviene nel Mar Ionio e precisamente in località San Marco.
Tra i comuni attraversati ci sono: Floresta, Santa Domenica Vittoria, Randazzo, Mojo Alcantara, Castiglione di Sicilia, Francavilla di Sicilia, Motta Camastra, Graniti, Gaggi, Calatabiano, Taormina e Giardini Naxos.

## Geologia
Il letto dell'Alcantara, sotto il profilo vulcanologico, ha visto in epoche preistoriche e protostoriche, il passaggio a più riprese di colate laviche che ne hanno ostruito e modificato il percorso.
Il corso d'acqua ha così creato localmente delle caratteristiche forre con pareti alte diverse decine di metri, caratterizzate da strutture a colonne subverticali detta a canna d'organo o leggermente arcuate ad arpa e a ventaglio o disposte orizzontalmente a catasta di legna o, infine, disposte caoticamente e fratturate.
Nel comune di Motta Camastra, sul versante Messinese, si trova l'unica grotta di scorrimento vulcanico: difficile da raggiungere ma splendida da ammirare viene chiamata Grotta dei Cento cavalli a testimoniare le sue enormi dimensioni.
Le forre nord dell'Alcantara si trovano nel territorio di Castiglione di Sicilia, in prossimità della Cuba Bizantina. Vi si accede dalla strada provinciale che conduce a Randazzo.

## Regime idrologico

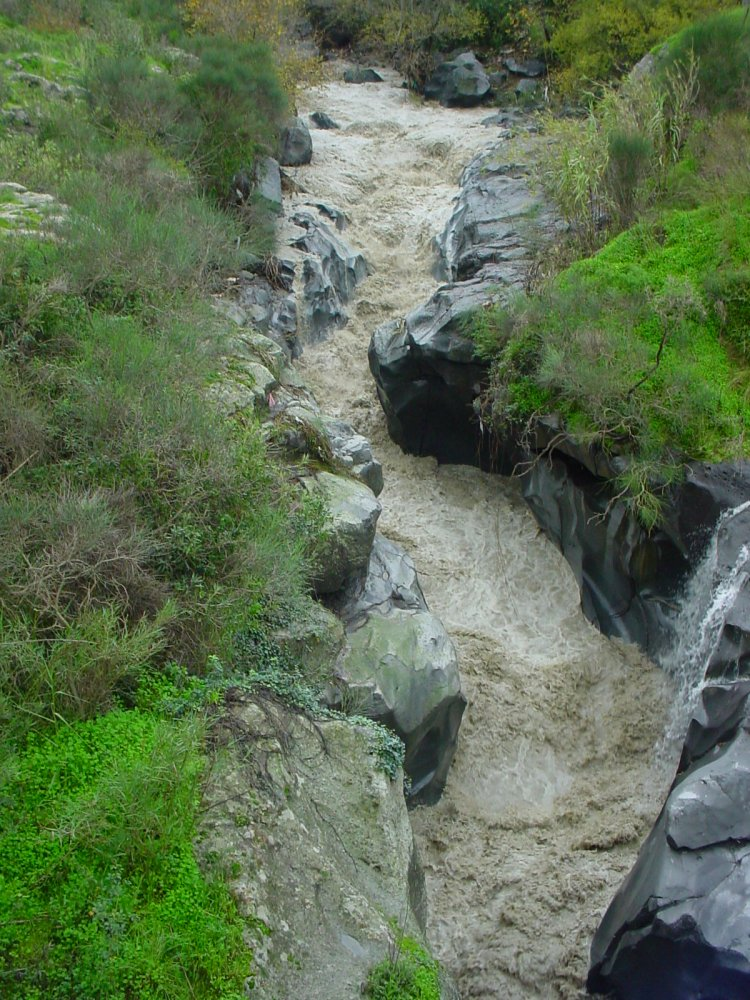
Fiume Alcantara, piena di dicembre 2003

L'Alcantara è uno dei principali fiumi siciliani per portata media d'acqua in quanto seconda solo a quella del Simeto con circa 9 m³/s.
Dove però si considerasse la regolarità di regime delle portate il fiume è sicuramente il primo della regione in quanto assai più regolare rispetto al Simeto.
Ciò grazie alla collocazione dell'alto bacino che si estende in una delle aree più piovose della Sicilia unitamente all'approvvigionamento dato dai nevai dell'Etna e al carsismo dei terreni di origine lavica del medio bacino, spiega la sua cospicua portata annua e la presenza di acque anche nel periodo estivo.
Non mancano in ogni caso piene eccezionali dovute a piogge insistenti, come avvenuto nel dicembre 2003, durante le quali l'Alcantara può mostrare un'impressionante irruenza soprattutto nel tratto ingolato.

## Affluenti
- Flascio
- San Paolo
- Favoscuro
- Fondachello
- Roccella
- Petrolo

## Storia
In greco antico il fiume era chiamato Ἀκεσίνης Akesínēs; in latino Assinus o Onobola. Il toponimo Alcantara deriva invece dall'arabo القنطرة al-Qanṭarah 'arco, ponte', in riferimento a un antico ponte romano.
Dietro i ruderi del Castello, nel territorio di Francavilla di Sicilia, vi sono preziose testimonianze di archeologia industriale; l'energia cinetica dell'acqua che si trasforma in energia elettrica: vecchie turbine, paratoie, e poi giù, nella frazione di Fondaco Motta (comune di Motta Camastra), e dopo su per la condotta forzata, il primo salto e.. fu la luce. La prima produzione di energia elettrica, fra la fine dell'Ottocento e l'inizio del Novecento a Mitogio, frazione di Castiglione Sicilia da cui è possibile accedere alla sponda destra del fiume Alcantara, ancora oggi il comune di Castiglione di Sicilia è produttore di energia elettrica. È per questa preziosa fonte di energia, che da Taormina, i turisti dell'Ottocento, partivano in carrozza alla volta di Francavilla per le cure termali (acque sulfuree) e soggiornavano all'Hotel du Chateaux avec la lumière electrique, come si legge in un dépliant turistico edito in Svizzera.

## Galleria d'immagini

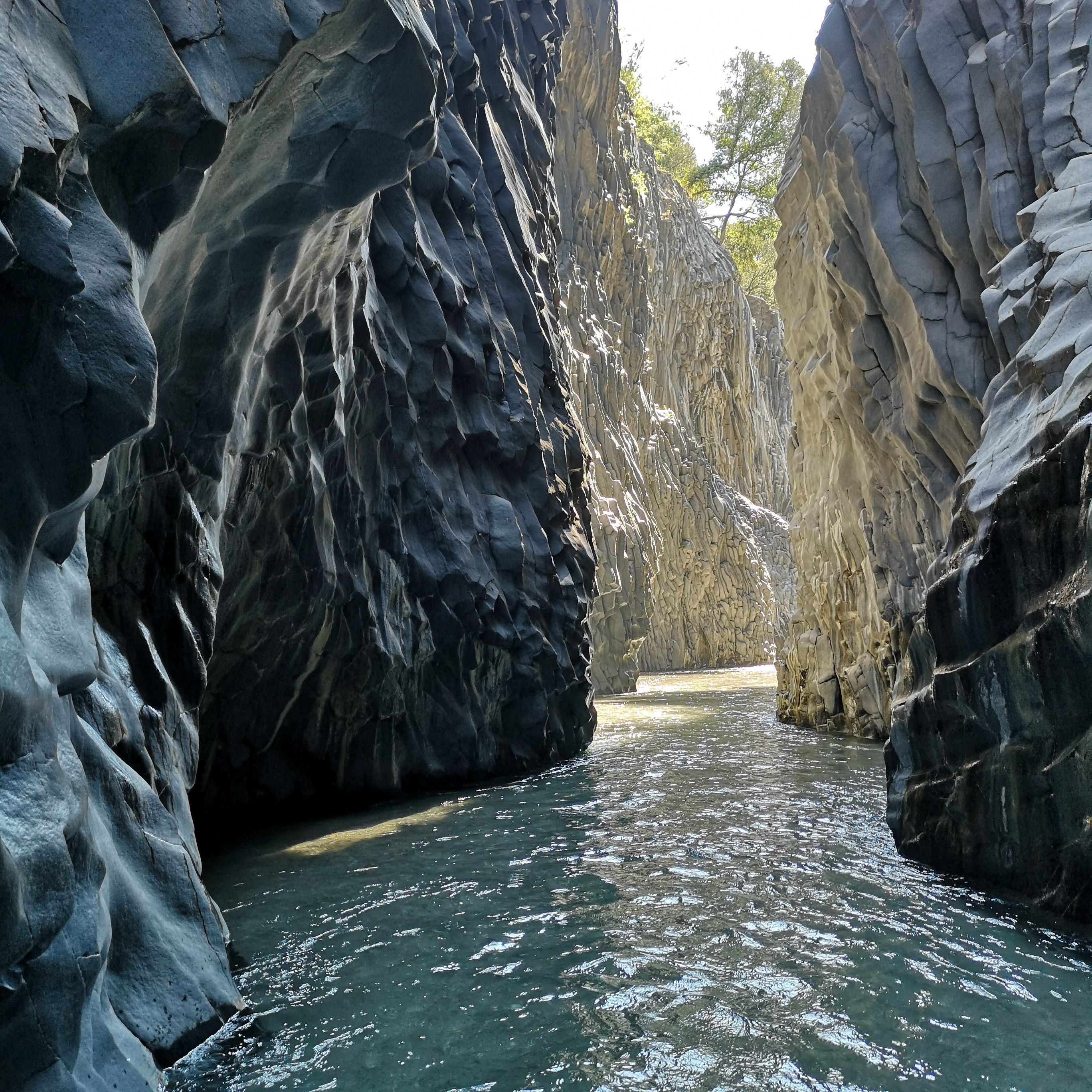
Particolare delle gole
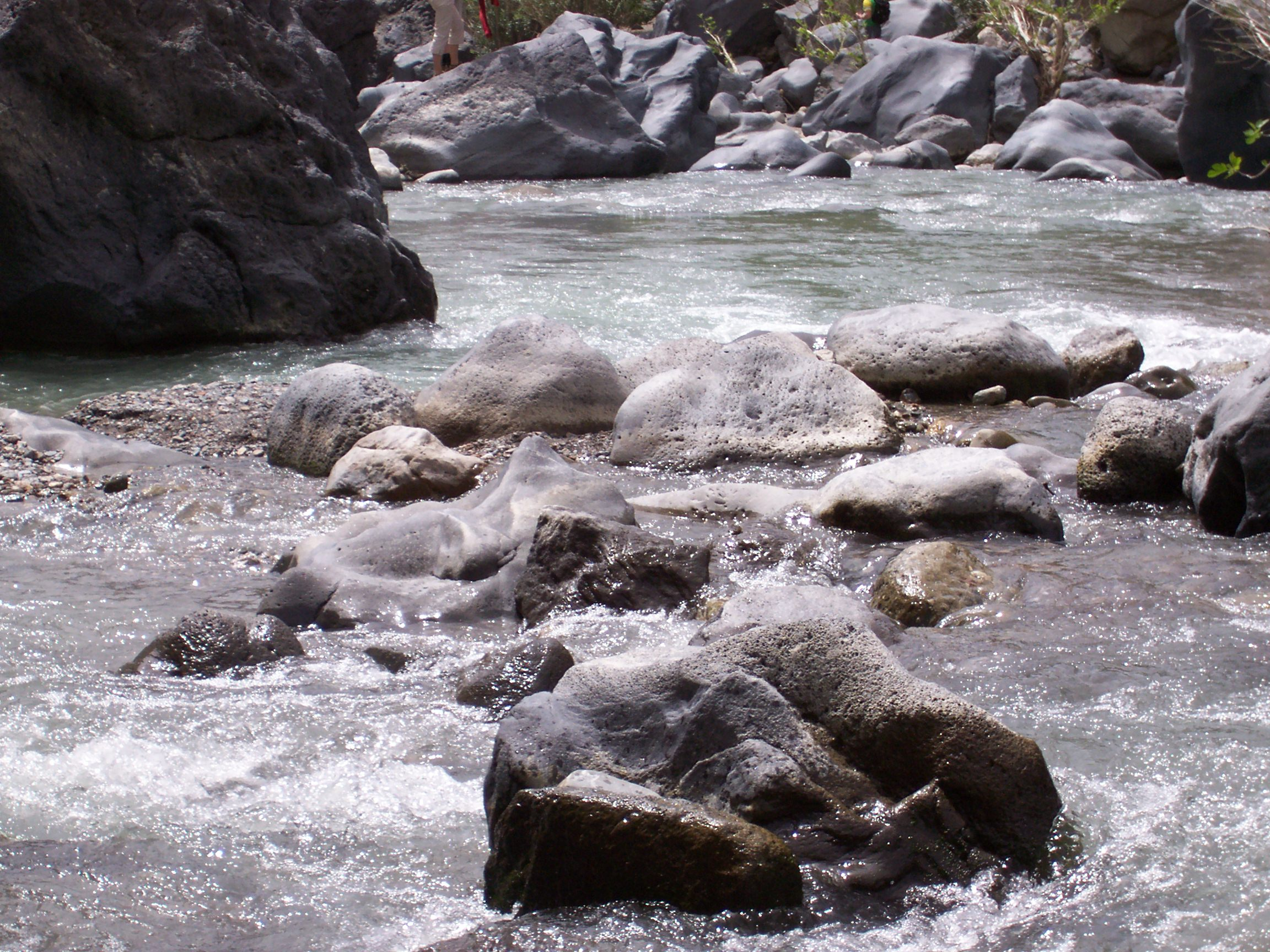